# Lars Kaalund
Lars Kaalund (født 29. maj 1964 på Frederiksberg) er en dansk skuespiller, instruktør, manuskriptforfatter, dramatiker og teaterdirektør. Uddannet skuespiller fra Statens Teaterskole (1988-92). Fra 1992 til 1998 var han teaterdirektør på teatret Mungo Park og fra 1998 til 2007 på Østre Gasværk. Lars Kaalund arbejder i dag som freelance skuespiller og instruktør og er formand for bestyrelsen på Mungo Park i Allerød.
Kaalunds replik "Hvis I to var ludobrikker, var I så slået hjem nu?" fra filmen Den eneste ene blev i 2010 valgt som det femte bedste filmcitat af Danmarks Radios P3-lyttere.

## Udvalgtefilm/tv-serier
- Amors Ark (1985)
- Mutanternes Tango (1986)
- Gøglerne (1986)
- Turkish Delight (1987)
- Sporet (1987)
- Christian (1989)
- Bryggeren (1996-1997)
- Når mor kommer hjem (1998)
- Den eneste ene (1999)
- Blinkende lygter (2000)
- Italiensk for begyndere (2000)
- Atlantis – det forsvundne rige (2001)
- Krøniken (2003-2005)
- Nynne (2005)
- Usynlige Venner (2010)
- Lulu & Leon (2011), tv-serie
- Den anden verden (2016), julekalender (instruktør)